# Erebia phartina
Erebia phartina är en fjärilsart som beskrevs av Otto Staudinger 1894. Erebia phartina ingår i släktet Erebia och familjen praktfjärilar. Inga underarter finns listade i Catalogue of Life.